# Arschak Adamjan
Arschak Abgarowitsch Adamjan (armenisch Արշակ Ադամյան Arshak Adamyan, russisch Аршак Абгарович Адамян Arschak Abgarowitsch Adamjan; * 22. Apriljul. / 4. Mai 1884greg.in Baku, Russisches Kaiserreich; † 17. Februar 1956 in Jerewan) war ein sowjetischer Dirigent, Musikwissenschaftler, Musikkritiker und Philosoph armenischer Herkunft.

## Leben
Arschak Adamjan, sein Bruder Howhannes Adamjan (1879–1932), der Erfinder des Farbfernsehens, und ihre Schwestern Eugenia und Elenadas, die als Klavierduo berühmt waren, entstammten einer im Ölgeschäft reich gewordenen Familie. Arschak studierte von 1904 bis 1906 Klavier und Komposition am Stern’schen Konservatorium in Berlin. 1910 wurde er an der Juristischen Fakultät der Universität St. Petersburg graduiert. An den Universitäten von Baku und Astrachan studierte er nach Zusammenbruch des Zarenreichs Philosophie. Von 1921 bis 1924 war er der Leiter eines Hauses der armenischen Kunst in Tiflis. Von 1924 bis 1926 war er Direktor des Konservatoriums in Jerewan. In den Jahren 1924 und 1925 gründete er ein Orchester aus Dozenten und Studenten des Konservatoriums, aus dem sich das Armenische Nationale Philharmonische Orchester ANPO entwickelte. Das erste offizielle Konzert unter Leitung Adamjans fand am 20. März 1925 statt. Von 1926 bis 1936 war er künstlerischer Berater des Transkaukasischen Zentralen Exekutivkomitees. Von 1936 bis 1943 war er Dekan der Abteilung Musiktheorie und Komposition des Leningrader Konservatoriums sowie des Instituts für Schauspiel und Musik. Von 1944 bis 1949 war er Forschungsbeauftragter der Abteilung Philosophie der Armenischen Akademie der Wissenschaften. 1945 erhielt er den Titel Verdienter Künstler der Armenischen SSR. 1950 bis 1956 unterrichtete er Ästhetik am Kunst- und Theaterinstitut und am Konservatorium in Jerewan. Er schrieb international bekannte Arbeiten über Ästhetik, zum Beispiel Ansichten über die Ästhetik im mittelalterlichen Armenien.

## Werke (Auswahl)
- Статьи по эстетике [Text über Ästhetik][6][7]
- Вопросы эстетики и теории искусства [Fragen der Ästhetik und Kunsttheorie][8]
- Статьи об искусстве [Text über Kunst][9]

## Gedenken
Alexander Alexandrowitsch Farbstein schrieb eine Monografie über Arschak Adamjan, die 1989 veröffentlicht wurde. 2016 wurde Arschak Adamjan als erstem künstlerischen Leiter und Chefdirigenten des Armenischen Nationalen Philharmonischen Orchesters ANPO zu Ehren in Jerewan durch den armenischen Musikwissenschaftler Professor Armen Budaghyan eine Gedenktafel eingeweiht. Sie befindet sich auf dem Mesrop Maschtotz Prospekt am Haus Nr. 43.